# Alas de libertad
Bird People (conocida en español como "Alas de Libertad") es un largometraje de drama, fantasía y romance, francés del 2014 dirigido por Pascale Ferran. Fue proyectada en la sección de "Un Certain Regard" del Festival de cine de Cannes. También fue proyectada en la sección de cine contemporáneo del Festival Internacional de cine de Toronto 2014.

## Sinopsis
Audrey, una estudiante, trabaja en un hotel como recamarera. En el mismo hotel se encuentra Gary Newman, un hombre de negocios estadounidense que visita París por motivos de trabajo e intencionalmente pierde un vuelo a Dubái en donde terminaría su proyecto,  y decide renunciar a su trabajo, divorciarse de su esposa y quedarse en París.

## Reparto
| Actor            | Personaje       | Notas        |
| ---------------- | --------------- | ------------ |
| Josh Charles     | Gary Newman     | Protagonista |
| Anaïs Demoustier | Audrey Camuzet  | Protagonista |
| Roschdy Zem      | Simon           |              |
| Camélia Jordana  | Leila           |              |
| Geoffrey Cantor  | Allan           |              |
| Radha Mitchell   | Elizbeth Newman |              |
| Mathieu Amalric  | Narrador        | Voz          |